# Martial Champion
Martial Champion (マーシャルチャンピオン?) är ett man mot man-fightingspel från 1993 utgivet som arkadspel av Konami.

## Figurer
Spelet innehåller totalt tio olika spelbara figurer.
- Avu - En man från Saudiarabien beväpnad med scimitarsvärd.
- Bobby - Militär från USA med lapp för ena ögat.
- Chaos - Vampyr från Hongkong med metallklor. I Internationella versioner av spelet känd som "Titi i".
- Goldor - Fransman med treuddig japansk stav.
- Hoi - kampsportare från Kina.
- Jin - Japansk kampsportare
- Mahamba - lång man med spira, från en stam i Kenya.
- Racheal - Kvinnlig ninja från USA
- Titi - Prinsessa från Egypten (namngiven av Nefertiti). Känd i amerikanska och internationella versioner av spelet som "Chaos"
- Zen - Kabukikrigare från Japan
- Salamander - Slutbossen och spelets längsta figur. Går inte att spela med, och hans rörelser är inspirerade av flera av de andra figurernas teknik.

### Fotnoter
1. ↑  ”Martial Champion” (på engelska). Mobygames. 12 mars 1993. http://www.mobygames.com/game/martial-champion. Läst 14 juni 2014.